# Microsoft Store (esercizi commerciali)

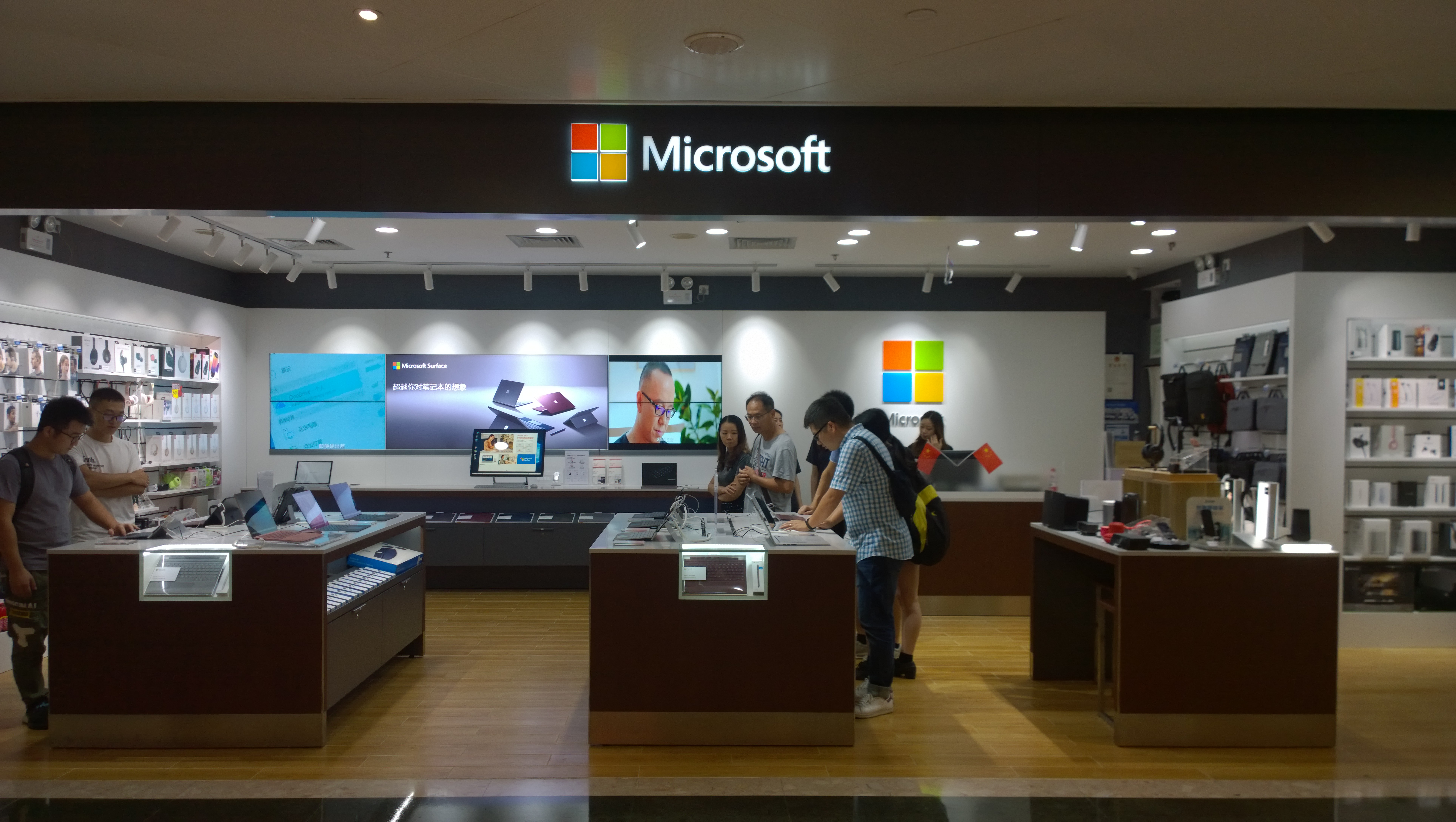
Un Microsoft Store a Canton, nel 2019.

Microsoft Store era la catena di negozi per la vendita al dettaglio di proprietà di Microsoft.
Si occupava della vendita di computer, software e vari beni elettronici. I negozi miravano a migliorare il rapporto tra Microsoft e i suoi clienti aiutando loro a prendere decisioni sugli acquisti.
Il primo negozio Microsoft Store è stato inaugurato il 22 ottobre 2009 nella Scottsdale Fashion Square a Scottsdale in Arizona. Il secondo è stato aperto a Mission Viejo e inaugurato il 29 ottobre 2009. Il terzo presso il Park Meadows Mall di Lone Tree nel Colorado il 10 giugno 2010.
Microsoft Store vendeva PC firmati da altre aziende come Hewlett-Packard, Acer, Dell, Lenovo, Sony, ecc, oltre a prodotti Microsoft come Windows, Microsoft Office, Zune, Xbox.
L'ufficio denominato The Answers Desk aiutava a rispondere a domande su Windows, Office e altri prodotti Microsoft. I negozi offrivano anche sessioni di didattica collettiva o singoli appuntamenti.
Il 26 giugno 2020 tutti i negozi Microsoft Store hanno chiuso definitivamente, lasciando vari servizi disponibili solo online.
Tuttavia, nel 2021 ha annunciato di volerli riaprire gradualmente, denominandoli Microsoft Experience Centers, con sedi a New York, Sydney, Londra e Redmond, così da dare la possibilità agli utenti di provare i prodotti di persona. Nel 2025 il centro di Londra è stato definitivamente chiuso.

## Storia
All'inizio del 2009, Microsoft ha deciso di intraprendere una nuova esperienza nella vendita al dettaglio. In un primo momento non fu chiaro il motivo della scelta: i consumatori non erano mai venuti a contatto con dipendenti Microsoft con cui rivolgersi direttamente. Il 22 ottobre 2009 Microsoft ha aperto un negozio a Scottsdale. Una settimana dopo ne è stato inaugurato un altro a Mission Viejo in California. Nella primavera del 2010, Microsoft ha confermato le voci che annunciavano l'apertura di un altro negozio a Denver (Colorado) e un altro ancora a San Diego (California).
"Microsoft Store" non offre solo servizi di vendita, ma anche supporto tecnico con corsi didattici specializzati per ottenere il massimo dal proprio software.